# Felicca
Felicca é uma personagem do filme 007 O Espião Que Me Amava (The Spy Who Loved Me), décimo filme da franquia cinematográfica do espião britânico James Bond, criado por Ian Fleming. Foi interpretada na tela pela atriz italiana nascida na Iugoslávia Olga Bisera.

## No filme
Felicca é uma prostituta enviada para distrair e entreter James Bond na casa de Aziz Fekkesh, um intermediário egípcio que negocia vender o microfilme roubado e se apresenta insinuantemente a 007 abraçando-o e beijando-o na sala. Desconfiado da mulher desde o princípio, Bond acaba se rendendo a seus encantos e se abraça com ela. Sandor, o capanga do vilão Karl Stromberg enviado para matá-lo, escondido atrás de um balcão no piso superior, vê surgir a oportunidade e mira a arma nas costas do espião. Num último instante porém, ao vislumbrar o assassino, Felicca muda de ideia e grita girando Bond, sendo atingida nas costas pela bala destinada a 007.